# Akorn
Akorn war ein US-amerikanisches Unternehmen der pharmazeutischen Industrie. Das Unternehmen produziert und vertreibt sowohl Arzneimittel für die Anwendung am Menschen, als auch tiermedizinische Produkte und betreibt neben seinem Hauptsitz in Lake Forest unter anderem auch einen Standort in Hettlingen im Kanton Zürich.
Akorn wurde 1997 gegründet und geht unter anderem auf das Pharmaunternehmen Taylor Pharmacal zurück, das seit 1948 bestand. Seit 2007 werden Aktien des Unternehmens an der NASDAQ gehandelt.
Im April 2017 vereinbarte der deutsche Fresenius-Konzern eine Übernahme Akorns für 4,75 Milliarden US-Dollar. Im Jahr 2018 verkündete Fresenius, dass es vom Kauf zurücktreten wolle, da mehrere anonyme Hinweise eingegangen seien, laut denen Akorn Medikamententests für FDA-Zulassungen gefälscht habe. Ein nachfolgender Rechtsstreit endete mit dem Ergebnis, dass Fresenius Akorn nicht übernehmen müsse, da das Akorn-Management diese Tatsachen vertuscht habe.
Am 22. Februar 2023 hat Akorn eine Liquidation nach Chapter 7 beantragt.